# Chris Wiliquet

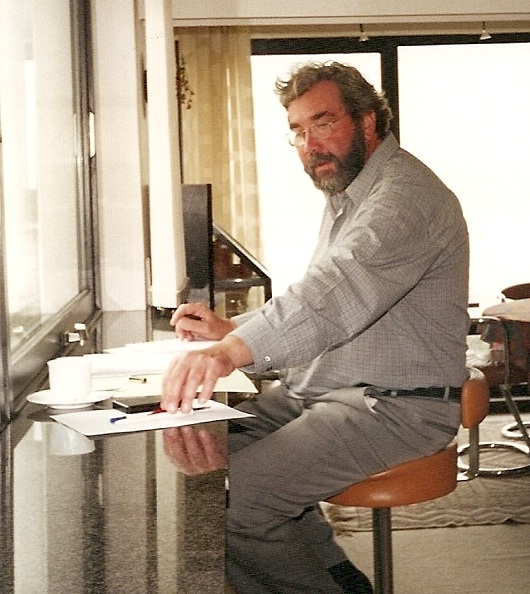
"Chris Wiliquet"

Marie Chris Wiliquet (Tienen, 21 november 1946 - Laken, 13 augustus 2010) was een Vlaams auteur en bacterioloog.

## Biografie
Hij groeide als het ware op in het schildersatelier van zijn vader, Maurice Wiliquet, die kunstschilder was. Hij vergezelde zijn vader naar vernissages en tentoonstellingen. Zo maakte hij kennis met andere kunstschilders, beeldhouwers, tekenaars, decorateurs, schrijvers en dichters.
Na een wetenschappelijke carrière in de microbiologie keerde Wiliquet terug naar de wereld van de kunst. Hij volgde teken- en schilderles en ging weer studeren: kunstgeschiedenis.

## Werken
Twee van zijn romans werden uitgegeven door de uitgeverij 'Zuid & Noord': 'Bewijs van goed zedelijk gedrag' (2003) en 'Reis in een roze luchtbel' (2005). Voor zijn eerste boek kreeg Wiliquet een nominatie voor de Vlaamse Literaire Debuutprijs.
Verder werden nog enkele korte verhalen van de schrijver gepubliceerd in literaire tijdschriften en had hij verschillende wetenschappelijke bijdragen waaronder 'Conductometrie in de bacteriologie', alsook onder meer in Journal of Antimicrobial Chemotherapy en La Nouvelle Presse Médicale.
De auteur werkte in de zomer van 2010 aan een nieuw boek 'De schaduw van de dood' waarin hij op onnavolgbare wijze verslag uitbrengt over zijn veranderende gemoedsgesteldheid bij de strijd tegen leukemie. De druk van het boek was gepland voor 2011.